# Гермілен

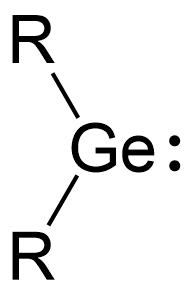
Загальна будова гермілену

Гермілени — клас сполук германію (II) із загальною формулою: GeR2. Вони є більш важкими аналогами карбену. Однак, на відміну від карбенів, основний стан яких може бути синглетним або триплетним залежно від замісників, гермілени мають виключно синглетний основний стан. Незахищені аналоги карбенів, включаючи гермілени, мають природу димеризації. Вільні гермілени можуть бути виділені при стабілізації стеричних перешкод або донації електронів. Синтез першого стабільного вільного діалкілгермілену був повідомлений Джуці та ін. у 1991 році.